# 미네이루
카를루스 루시아누 다 시우바(Carlos Luciano Da Silva, 1975년 8월 2일~)는 브라질의 전 축구 선수이다. 흔히 줄여서 미네이루(Mineiro)라고 많이 부른다. 과거 헤르타 BSC 베를린, 첼시 FC, FC 샬케 04에서 뛴 적이 있으며 2006년 FIFA 월드컵과 2007년 코파 아메리카에서 브라질 국가대표팀으로 발탁되기도 하였다.